# Antonio Doncel
Antonio Doncel Valcárcel (Puebla de San Julián, Lugo, 30 de enero de 1967) es un exfutbolista español que se desempeñaba como defensa.

## Clubes
| Club                         | País       | Año       |
| ---------------------------- | ---------- | --------- |
| R. C. Deportivo de La Coruña | España     | 1988-1993 |
| Real Burgos C. F.            | España     | 1993-1994 |
| Levante U. D.                | España     | 1994-1995 |
| Rayo Vallecano               | España     | 1995      |
| Racing Club de Ferrol        | España     | 1995-1996 |
| Hull City A. F. C.           | Inglaterra | 1996-1998 |
| Bergantiños F. C.            | España     | 2002      |